# Ocriet

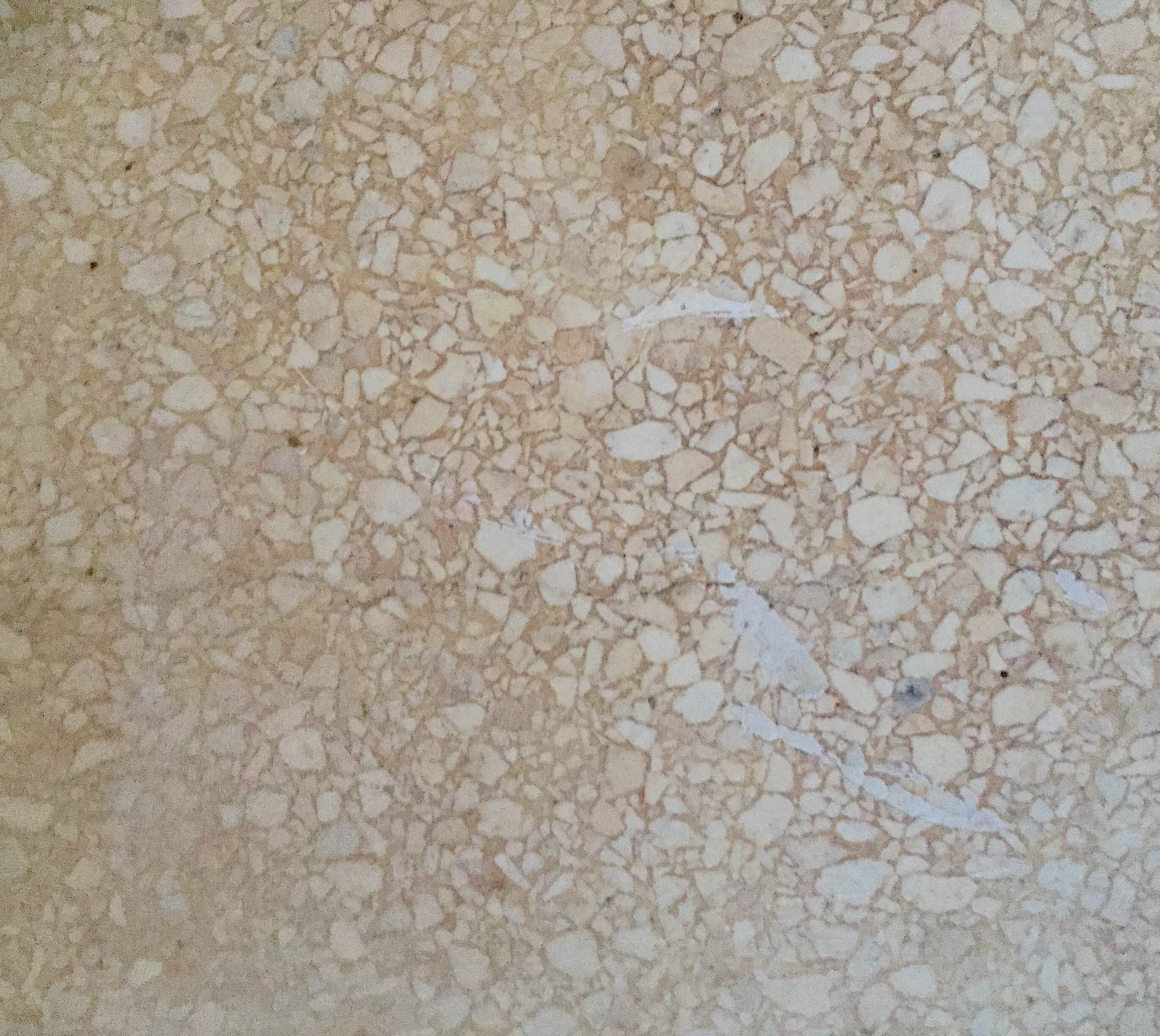
Een keukenwerkblad van ocriet.

Ocriet is een vorm van terrazzo (granito), een materiaal dat bestaat uit steenkorrels, gevat in witte cement. Door plamuren, slijpen en polijsten kreeg het een glad oppervlak. Het werd voornamelijk gebruikt in lavetten en aanrechtbladen. Het materiaal werd geproduceerd door de Ocrietfabriek nabij een eiland in de rivier de Eem, in de gemeente Eemnes, net op de grens met Baarn en Bunschoten. De zelfverzonnen naam 'Ocriet' is afgeleid van 'concrete', het Engelse woord voor beton.

## Ocrateren
Ocriet is bijzonder homogeen en stootvast door behandeling met een fluorhoudend gas. Hierdoor worden kalk en andere zwakke bestanddelen van het cement omgezet in kiezelzuur. Het procedé werd begin jaren vijftig ontwikkeld naar aanleiding van problemen met moderne wasmiddelen die het ocriet konden aantasten. Ocrietfabriek NV verkreeg voor deze vinding in dertig landen een octrooi. Omstreeks 1954 werd het procedé in de productielijn opgenomen.
Door ocrateren werd het materiaal bestand gemaakt tegen chemische stoffen. Normaal beton is kwetsbaar voor zuren door het vrije kalk (Calciumoxide) wat ontstaat door de hitte die vrij komt bij het uithardingsproces van het beton. Fluorideren van beton werd al langer toegepast om de vrije kalk om te zetten in het onoplosbare kiezelzuur (calciumfluoride). Dit proces heeft echter als nadeel dat het dusdanig snel kiezelzuur vormt dat deze de poriën van het beton afsluiten waardoor de beschermende laag niet verder kan vormen dan een halve millimeter diep. Bij het ocrateren wordt gebruikgemaakt van een fluor houdend gas (siliciumtetrafluoride) dat veel langzamer de vrije kalk omzet in kiezelzuur, hierdoor kan een beschermende laag bereikt worden van 8 mm.
Het ocrateren vindt plaats nadat het materiaal op de conventionele wijze is geproduceerd waarna het via een transportband een hermetisch afgesloten tunnel in gaat voor 8 tot 12 uur. De eerste fase bestaat uit een versnelde uitharding van het materiaal met stoom op 70 graden. Dit zorgt ervoor dat het siliciumtetrafluoride de wenselijke diepte kan bereiken, het gas komt namelijk alleen daar waar het beton nog 'nat' is. Hierna gaat het materiaal in een afgesloten ruimte waarbij in een door stoom verwarmde reactor het siliciumtetrafluoride wordt vervaardigd. De met lood beklede ruimte ontvangt de juiste hoeveelheid gas berekend op het totale oppervlakte van het te behandelen materiaal en de te bereiken diepte. De reactor wordt geladen met natriumfluorsilicaat, Siliciumdioxide (als katalysator) en zwavelzuur.
Door de keiharde kwartskristallen en veelkleurige steenkorrels werd ocriet door en door massief. IJzeren staven als bewapening zorgden voor bijna onverwoestbare producten. Ocriet kan met gereedschap van diamant, hardmetaal of carborundum worden gefreesd, gezaagd en geboord.

## Praktisch
Door het gladde oppervlak waren de aanrechtbladen hygiënisch en makkelijk schoon te houden. De kunststeen is bestand tegen schoonmaakmiddelen, vruchtensap, wijn en andere dranken. De wastafels worden gemaakt van natuursteen met hars als bindmateriaal. Ze zijn uit één stuk gegoten, inclusief de kom en hebben dus geen naden, wat het schoonhouden gemakkelijk maakt. Het slijtvaste materiaal werd verkocht met de slogan ocriet, reinigen met Vim.

## Fabricage
De Ocrietfabriek stond ten noorden van Eembrugge, op een klein industrieterrein langs de Eem. De grondstoffen werden ook aangevoerd over de Eem. Formeel stond het bedrijf aan de Eemweg 108 op het grondgebied van de gemeente Eemnes maar het adres van de postbus was in Baarn. De Ocrietfabriek werd in 1939 gebouwd en was eigendom van keukenmaker Bruynzeel. Eerste directeur was J. (Han) van der Eerde, verkoper van keukens bij Bruynzeel. Hij deed dit samen met de gebroeders Steinke, die een klein bedrijf hadden dat aanrechten met een soort terrazzotechniek maakte.
In de tijd van de wederopbouw steeg de behoefte aan sobere, sterke materialen. In de jaren vijftig werkten bijna vierhonderd mensen in de Ocrietfabriek. Toen de belangstelling voor het lavet daalde werden aanrechtbladen en andere keukenaccessoires geproduceerd. De fabriek maakte de bekende ouderwetse aanrechten in lichtgele kleur. Ocriet maakt daarnaast wastafels voor de badkamer. Deze artikelen hadden een glanzende, luxere uitstraling en werden verkocht onder de merknaam Luxocron. Douchebakken en wastafels van ocriet waren in verschillende kleuren leverbaar. Het kon zijn dat hars zelf was ingekleurd, maar ook transparant gekleurde granietkorrels konden de aanblik bepalen.
De productie van lavetten stopte rond 1970. Het cement werd vervangen door polyesterhars waardoor nieuwe materialen ontstonden zoals Ocron, Chicron en Luxocron. In 1984 werd de Ocrietfabriek verkocht aan Braat Bouwstoffen. De sociale woningbouw was lange tijd de belangrijkste afnemer van de fabriek. Later werd veel geleverd aan bungalowparken. Het kon de terugloop niet keren, in 2007 werkten er nog geen dertig mensen. Een jaar later ging het bedrijf failliet. Na de sluiting werd in de gebouwen gevaarlijke luchtvervuiling geconstateerd. Dit werd veroorzaakt door donker asbest, dat voor isolatie van de stoomleidingen was aangebracht.

## Technische specificaties
Mechanische eigenschappen
- Treksterkte 95 N/mm²
- Buigsterkte 180 N/mm²
- Druksterkte 150 N/mm²
- E-modulus 24000 N/mm²
- Slagvastheid 40 kJ/m² (lzod)
- Hardheid schaal 7 (mons)
- Dichtheid 1,8 g/cm³